# Фёдоровское (Опочецкий район)
Федоровское — деревня в Опочецком районе Псковской области России. Входит в состав Варыгинской волости.
Расположена в 20 км к северу от города Опочка, у левого берега реки Исса.
Численность населения по оценке на конец 2000 года составляла 27 жителей, на 2012 год — 29 жителей.